# Ranunculus platensis
Ranunculus platensis A. Spreng. – gatunek rośliny z rodziny jaskrowatych (Ranunculaceae Juss.). Występuje naturalnie w północnej Argentynie, w Urugwaju oraz południowej części Brazylii. Ponadto został naturalizowany w południowo-wschodniej części Stanów Zjednoczonych. 

## Morfologia
PokrójBylina o lekko owłosionych pędach. Dorasta do 10–60 cm wysokości.
LiścieSą trójdzielne. W zarysie mają nerkowaty kształt. Mierzą 1–2 cm długości oraz 1,5–2 cm szerokości. Nasada liścia ma sercowaty kształt. Brzegi są całobrzegie lub faliste. Wierzchołek jest tępo zaokrąglony.
KwiatySą pojedyncze. Siedzące, pojawiają się w kątach pędów. Mają 3 eliptyczne działek kielicha, które dorastają do 1–2 mm długości. Mają 3 odwrotnie owalne i żółte płatków o długości 1–20 mm.
OwoceNagie niełupki o długości 1–2 mm. Tworzą owoc zbiorowy – wieloniełupkę o półkulistym kształcie i dorastającą do 3–4 mm długości.

## Biologia i ekologia
Rośnie na nieużytkach. Występuje na terenie nizinnym. Kwitnie od lutego do kwietnia. 